# Вівіана Гонсалес
Вівіана Гонсалес (ісп. Viviana González; нар. 22 квітня 1958) — колишня аргентинська тенісистка.
Найвищим досягненням на турнірах Великого шолома був чвертьфінал в парному розряді.

## Фінали Туру WTA

### Одиночний розряд (0-1)
| Результат | Дата         | Турнір            | Рівень     | Покриття | Суперниця    | Рахунок  |
| --------- | ------------ | ----------------- | ---------- | -------- | ------------ | -------- |
| Поразка   | Серпень 1978 | Індіанаполіс, США | Series (A) | Ґрунт    | Дана Гілберт | 2–6, 3–6 |